# Ла Корте (Лече)
Ла Корте (итал. La Corte) је насеље у Италији у округу Лече, региону Апулија.
Према процени из 2011. у насељу је живело 9 становника. Насеље се налази на надморској висини од 57 м.